# Олександр Варенн Фрезер
Капітан Олександр В. Фрейзер, Морська податкова служба США, (20 квітня 1804—1868) — американський моряк, який служив першим начальником Морського податкового бюро Міністерства фінансів, одного з попередників Берегової охорони Сполучених Штатів.

## Біографія

### Раннє життя та кар'єра
Фрейзер народився в Нью-Йорку в родині шотландського походження. Після закінчення школи з поглибленим вивченням математики, морської та комерційної справи в Нью-Йорку він розпочав свою морську кар'єру на торговій службі в Ост-Індійській компанії. Фрейзер був майстром морської справи, коли вступив на службу до Морського флоту в 1832 році та був призначений другим лейтенантом на фрегат «Alert» під командуванням В. А. Гаммонда. Під час митної кризи Фрейзер перебував у Чарльстоні, де його обов'язком було затримувати кораблі, що везли цукор з Куби, і збирати податки на імпорт. У 1836 році він взяв відпустку, щоб командувати торговим судном «Himmaleh» у плаванні до Японії, Китаю та Малайського архіпелагу.
Через два роки він повернувся до морської піхоти та був призначений першим лейтенантом Алерт. На той час Конгрес прийняв закон (від 22 грудня 1837 року), який зобов'язував Морську службу надавати допомогу суднам, що зазнали лиха. У 1842 році Фрейзера призначили капітаном нового фрегата «Ewing».

### Начальник морського податкового управління
1 листопада 1843 року міністр фінансів Джон Спенсер створив Морське податкове бюро для централізованого контролю над морськими фрегатами. (Раніше катери контролював митний інспектор порту, до якого вони були приписані). Фрейзер був призначений першим керівником Бюро. Зі свого офісу в Казначействі Фрейзер відповідав за всі фінансові, матеріальні та кадрові питання, що стосувалися служби, маючи в підпорядкуванні лише одного лейтенанта, який допомагав йому. Він негайно запровадив нову систему просування по службі на основі іспитів, а також підвищив платню сержантському і рядовому складу. Він також заборонив використання рабської праці та вживання алкоголю на борту фрегатів. Він також підтримав будівництво парових суден із залізним корпусом замість вітрильників із дерев'яним корпусом.
У своєму першому звіті від 9 січня 1844 року Фрейзер заявив:
Основними перевагами, що випливають з використання заліза, є: економія на початковій конструкції; довговічність, легкість матеріалу, а отже, підвищена плавучість; підвищена міцність, особливо в здатності витримувати удари, що виникають при взятті ґрунту при проходженні мілководних водяних бар'єрів; і цінність, коли зношуються старі матеріали.
Фактично, Морська податкова служба вперше звернулася з проханням про впровадження парових суден у 1837 році, і нарешті уклала контракти на шість парових фрегатів у 1840 році. «Легаре» і «Джефферсон» були побудовані за проєктом Джона Еріксона з гвинтовими гвинтами, а «Spencer», «Bibb», «Dallas» і «McLane» — з гвинтовим рушієм Хантервіля. Жоден з них не виявився задовільним, і «Walker» і «Polk», які були побудовані в 1844 і 1845 роках, використовували звичайні бічні гребні гвинти. Цей експеримент виявився невдалим, оскільки кораблі були дорогими у будівництві та обслуговуванні, повільними, негерметичними та неекономно витрачали паливо, і до 1852 року всі вони, окрім трьох, були утилізовані або передані Береговій службі Сполучених Штатів.
Фрейзер також здійснював регулярні інспекційні поїздки до маяків та інших навігаційних засобів, а також рятувальних станцій. Він також намагався домогтися об'єднання Морської податкової служби з Рятувальною службою та Радою маяків. (Зрештою, 28 січня 1915 року Служба морської охорони була об'єднана зі Службою порятунку і утворила Берегову охорону Сполучених Штатів).

### Пізніша кар'єра
Зрештою, 15 листопада 1848 року Фрейзера замінив на посаді начальника Бюро капітан Річард Еванс. Після цього він очолив морський фрегат «Лоуренс», який здійснив плавання навколо мису Доброї Надії до Сан-Франциско, штат Каліфорнія, щоб забезпечити дотримання там законів про податки. Попри те, що багато членів його екіпажу дезертирували, щоб взяти участь у Золотій лихоманці, Фрейзер продовжував виконувати свої обов'язки, допомагаючи кораблям, що зазнали лиха, збираючи податки та обстежуючи порти та узбережжя Каліфорнії, доки нарешті не повернувся до Нью-Йорка в 1852 році.
У 1856 році Фрейзер успішно пролобіював будівництво нового парового фрегата «Harriet Lane» у Нью-Йорку, попри попередні невдачі. Однак це призвело до конфлікту з помічником міністра військово-морського флоту, який виступав проти проєкту, і Фрейзер був звільнений зі служби. Після цього він став морським страховим агентом у Нью-Йорку.
Фрейзер намагався повернутися в морську піхоту під час Громадянської війни, коли президент Лінкольн підписав наказ про поновлення Фрейзера на посаді капітана, однак він не зміг служити. Він помер у Брукліні в 1868 році.
Цитування
1. ↑  Commandants of the U.S. Coast Guard. US Coast Guard. 2014. Архів оригіналу за 12 жовтня 2014. Процитовано 12 жовтня 2014.
2. 1 2 3 4 5 6  Captain Alexander V. Fraser, First Commandant of the US Coast Guard (PDF). US Coast Guard. 2014. Процитовано 10 жовтня 2014.
3. 1 2 3 4  Captain-Commandant Alexander V. Frazer. US Coast Guard. 2014. Процитовано 10 жовтня 2014.
4. ↑  Alfassa, Shelomo (July 2014). US Coast Guard Duties Evolve: 'When the Revenue Cutters Started Providing Aid to Ships at Sea'. U.S. Coast Guard Auxiliary, New York City. Процитовано 10 жовтня 2014.
5. 1 2 3  Smith, Horatio Davis (1989) [First published 1932]. Early History of the United States Revenue Marine Service 1789-1849 (PDF). Naval Historical Foundation. Washington DC.
6. ↑  Delgado, James P. (July 2013). Identification of the Wreck of the USCSS Robert J. Walker off Atlantic City, New Jersey (PDF). NOAA Office of National Marine Sanctuaries. Процитовано 10 жовтня 2014.
7. ↑  Revenue Cutter Service Employees, 1790–1915 (PDF). National Archives and Records Administration. June 2013. Процитовано 10 жовтня 2014.

Використана література
- C. W. Lawrence, 1848 (PDF). Cutters, Craft & U.S. Coast Guard-Manned Army & Navy Vessels. U.S. Coast Guard Historian's Office. Процитовано 12 жовтня 2014.
- Canney, Donald L. (1995). U.S. Coast Guard and Revenue Cutters, 1790–1935. Naval Institute Press, Annapolis, Maryland. ISBN 978-1-55750-101-1.